# Летки (Мордовия)
Ле́тки — село, административный центр Леткинского сельского поселения в Старошайговском районе.

## География
Расположено на водоразделе Сивини и Рудни, в 7 км от районного центра и 30 км от железнодорожной станции Хованщина. 

## История
Основано во 2-й половине 16 в. В 1837—1928 гг. — крупный волостной центр. В «Списке населённых мест Пензенской губернии» (1869) Летки (Старосивильский Майдан) — село казённое из 312 дворов Инсарского уезда. По материалам «Подворной переписи крестьянского хозяйства» Пензенской губернии (1913), в Летках были земская школа, винокуренный завод, мелкие лавки и имение Сатиной.
В начале 1920-х годов переселенцами из села был основан поселок Клад.
В 1927-29 гг. жителями села было основано село Кувай.
В 1930 г. был создан колхоз «Заветы Ильича», с 1954 г. — укрупнённый им. 22-го съезда КПСС, с 1996 г. — СПК «Леткинский». 
В современной инфраструктуре села — закрытая на данный момент средняя школа, библиотека, клуб, магазин, медпункт. В Леткинскую сельскую администрацию входят пос. Клад (10 чел.) и Кувай (11 чел.).
Летки — родина Героя Советского Союза Н. Г. Шарикова, советско-партийного работника Г. Я. Пугачёва, журналиста Н. М. Кулыгина, историка и журналиста Л. М. Кичёва.

## Население
| 2002 | 2010 |
| ---- | ---- |
| 401  | ↘360 |

## Источник
- Энциклопедия Мордовия, И. И. Шеянова.